# ريتشي لامونتاجني
ريتشي لامونتاجني (بالإنجليزية: Richie Lamontagne)‏ مواليد 20 ديسمبر 1969 في ماساتشوستس، الولايات المتحدة، هو ملاكم محترف أمريكي معتزل.

## المسيرة الاحترافية
من نزالاته:
- خسر أمام إنزو ماكارينيلي بالضربة الفنية القاضية (21-01-2005).
- خسر أمام فاسيلي جيروف (05-05-1998).

## إحصائيات
خاض خلال مسيرته 37 نزالا، فاز في 29 وتعادل في 1 وخسر في 7. فاز بالضربة القاضية في 24 نزالا.

## روابط خارجية
- ريتشي لامونتاجني على موقع IMDb (الإنجليزية)
- ريتشي لامونتاجني على موقع بوكس ريك (الإنجليزية) (registration required)